# 戰爭機器4
《戰爭機器4》是一款第三人稱射擊遊戲，由The Coalition開發，Microsoft Studios在Xbox One上發表， 這款遊戲被設定在2016年發行。這是第五款戰爭機器系列的遊戲，也是第四款主要劇情的遊戲，还是第一款没有原开发商兼品牌共同持有人Epic Games参与的系列作品。續集是《戰爭機器5》，已於2019年9月發售。

## 剧情设定
《戰爭機器4》的時間點設定在《戰爭機器3》故事的25年後(即事變日後第42年)，玩家可以操作JD和他的朋友凱特。
在獸族戰爭結束的25年後，錫拉星上存活的人類開始重新建造文明，巴德發明了機器人Deebee用來確保這些人民的安全，而現在身為COG前少尉的JD與他的好友們，卻要去搶劫興建工程中的5號基地。當他們回來外來者的村子後，整個村子受到新敵人「蜂擁族」的來襲，而在這期間，凱特的媽媽，雷娜被抓走了，於是他們一行人，決定去尋找JD的父親，馬可斯尋求解決方法，他們將深入蜂擁族的巢穴，救出凱特的媽媽。

## 游戏角色
- 詹姆士·多明尼克·菲利（James Dominic Fenix）——聲演：利亞姆·麥肯泰爾

簡稱JD，維安政府聯盟中士馬可斯．菲利的兒子，為前少尉，在本作中擔任主角。
詹姆士原為聯盟少尉，但在2號聚落的事件後，與戴爾一起退出了COG，加入由雷娜所帶領的外來者。
JD的名字推測可能來自馬可斯的好友多明尼克．聖地牙哥（Dominic Santiago，已在戰爭機器3的劇情中犧牲）。
- 凱特·迪亞茲（Kait Diaz）——聲演：勞拉·貝利

JD的朋友，為外來者。在本作中擔任主角。
凱特是雷娜的女兒，喜好古文學，是本作的重要主角。
- 戴爾蒙特·沃克（Delmont Walker）——聲演：尤金尼·伯德

簡稱戴爾，JD的老朋友，原COG士兵。本作中擔任輔助角色。
戴爾是原COG的士兵，但因為不滿2號聚落的事件，與JD一起退出COG軍隊，加入外來者。
- 馬可斯·菲利（Marcus Fenix）——聲演：約翰·迪·馬吉歐

原聯盟中士。本作中擔任輔助角色。為前作角色。JD的父親。
- 奧斯卡·迪亞茲（Oscar Daiz）——聲演：傑米·史密茲

凱特的叔叔，為外來者。本作中擔任輔助角色。
奧斯卡是由雷娜率領的外來者的一份子，他在遭抓奪獸捕獲後，利用小刀逃過一劫，成為除JD一行人外村落中的唯一倖存者。
- 雷娜·迪亞茲（Reyna Daiz）——聲演：賈絲汀娜·瑪查多（英语：Justina Machado）

凱特的媽媽，為聚落中外來者的領導人。在後來劇情中被凱特親手給安樂死。
- 首席部長吉恩（First Minister Jinn）——聲演：安潔兒·德塞（英语：Angel Desai）

原遊民，現任新COG的領導人，本作中在序幕以發言人登場，在後來章節中則以人形機器人（Deebee）登場。
- 奧古斯都·柯爾（Augustus Cole）——聲演：萊斯特·斯佩格特（英语：Lester Speight）

前連擊球巨星，人稱「火車頭柯爾」，COG的現任軍員，一開始在序幕與莎曼一起登場，後來則以後援角色幫助JD一行人。
- 戴蒙·巴德（Demon Baird）——聲演：弗瑞德·塔塔薛瑞（英语：Fred Tatasciore）

COG的科學家，迪比機器人發明者兼迪比企業執行長。
- 莎曼沙·伯恩（Samantha Byrne）——聲演：克勞蒂亞·佈雷克（英语：Claudia Black）

巴德的「特殊女性朋友」，前D小隊隊員，一開始在序幕與柯爾一起登場，後來則以後援角色幫助JD一行人。
- 安雅·史特勞（Anya Stroud）——聲演：Nan McNamara

COG前少尉兼新COG的前任首席部長，只在霍夫曼的回憶錄出現，為馬可斯的妻子，JD的母親，本作中已過世。
- 維克特·霍夫曼（Victor Hoffman）——聲演：傑米·奧爾克羅夫特（英语：Jamie Alcroft）

在鐵砧門要塞防禦獸族進攻的COG軍上校。COG退伍軍人，只在序幕登場。
- 貝尼

在鐵砧門要塞防禦獸族進攻的COG軍中校。只在序幕登場，在本作中已過世。於收集品中得知她選定霍夫曼作為自己財產的繼承者。
- 金名揚（Minh Young Kim）——聲演：羅賓·阿特金·多恩斯（英语：Robin Atkin Downes）

在事變日為COG軍下士，只在霍夫曼的回憶錄出現。
- 多明尼克·聖地牙哥（Dominic Santiago）——聲演：Carlos Ferro（英语：Carlos Ferro (American actor)）

COG軍中士，只在霍夫曼的回憶錄出現。

## 開發
在2013 E3展期間, Microsoft Studios的副總裁Phil Spencer說：出戰爭機器系列的續集是有可能性的。
2014年1月27號, 微軟宣布，他們已經購買了戰爭機器系列在Epic Games公司的專營權，以及新的戰爭機器系列將會由The Coalition開發，並在Xbox One上發售。Rod Fergusson原生產史詩遊戲主任特許經營，並對此遊戲產生出領導作用。 2015年4月1日，該系列的動畫及武器模型製作商Allie "JackFelling" Henze, 表示《戰爭機器4》不會在Xbox 360上發售。
《戰爭機器4》从2016年4月18日起至5月1日进行了Xbox One平台的公測，並在之後宣布游戏将于2016年10月11日在全球同步上市。
在2016年E3游戏展上，微软宣布《战争机器4》将支持Xbox One与Windows 10的跨平台计划“Xbox Play Anywhere”，玩家在两个平台中任意一个上购买游戏会赠送游戏另一个平台的数字版本，此外玩家还可以通过该计划共享游戏存档进度和进行跨平台多人对战。

## 销售

### 预购风波
《战争机器4》于2016年9月2日起开始开放预售，中国大陆区的Windows 10商店也同步上架，支持“Xbox Play Anywhere”功能，而且预售价格也比其他国家和地区销售的版本要更低廉。但是在9月8日时，微软中国在Xbox的官方新浪微博上发文表示很遗憾不能把《战争机器4》带给国内玩家；同时中国大陆区的Windows 10商店里的《战争机器4》预购也被取消。有媒体猜测是游戏内容包含血腥暴力要素而遭到举报所致。